# Augustus Frederick Ellis
Augustus Frederick Ellis (17 septembre 1800 - 16 août 1841) est un officier de l'armée britannique et un homme politique conservateur.

## Biographie
Il est le fils cadet de Charles Ellis (1er baron Seaford) et d'Elizabeth Catherine Caroline Hervey. Il fait ses études au Collège d'Eton entre 1811 et 1814 et est nommé au 9th Regiment of Light Dragoons en 1817. Le 4 octobre 1821, il achète une capitainerie au 76e régiment d'infanterie.
Il se présente pour la circonscription de Seaford, un siège contrôlé par son père, aux élections générales de 1826. Il est réélu au Parlement aux côtés de son collègue Tory John Fitzgerald. Il quitte le siège pour permettre à George Canning de siéger pendant quatre mois en 1827, avant de le reprendre. Il se rend rarement à la Chambre des communes et se concentre sur sa carrière militaire. En décembre 1828, il est promu lieutenant-colonel au Corps royal des fusiliers du Roi (Royaume-Uni). Il vote pour l'Émancipation des catholiques en mars 1829.
Il meurt à la Jamaïque en août 1841 alors qu'il commande le 2e bataillon de son régiment. Le 25 juin 1828, il épouse Mary Frances Thurlow Cunynghame, fille du colonel David Cunynghame de Milncraig, 5e baronnet et Maria Thurlow et ont Arthur Ellis.